# Archangelopsis typica
Archangelopsis typica is een hydroïdpoliep uit de familie Rhodaliidae. De poliep komt uit het geslacht Archangelopsis. Archangelopsis typica werd in 1908 voor het eerst wetenschappelijk beschreven door Lens & van Riemsdijk. 